# Wielka Jeżówka
Wielka Jeżówka – wzniesienie położone na Roztoczu, najwyższe na Roztoczu Gorajskim. Najwyższy punkt góry ma wysokość 337,5 m n.p.m. (według części starszych map wyższe są inne wzniesienia mierzące 336 m n.p.m.).
Wielka Jeżówka jest położona w woj. lubelskim, powiecie biłgorajskim, gminie Goraj, pomiędzy wsiami Kondraty (przysiółek Morgi) i Wólka Abramowska. Jest dostępna z niebieskiego szlaku rowerowego Jastrzębia–Zdebrz. Obejmuje kompleks kilku mało wybitnych wzniesień o zbliżonej wysokości położonych na przy polnej drodze otoczonej laskiem i zagajnikiem.